# Michael Voss (Sänger)
Michael Voss-Schön ist ein deutscher Metal- und Hard-Rock-Sänger, Multiinstrumentalist und Musikproduzent. Er gehörte von 1983 bis 2020 der Rockband Mad Max an, spielte aber auch in anderen Bands.

## Leben
Michael Voss stieß 1983 als Ersatz für den kurz zuvor ausgestiegenen Andreas Baesler zu Mad Max. Erstmals zu hören ist er auf dem Album Rollin' Thunder. Er bleibt bis zur Auflösung der Band 1989 ihr Sänger und beteiligt sich auch an der Reunion 2005. Nach dem Jubiläumsalbum Stormchild Rising 2020 stieg er bei Mad Max aus. Ende der 1980er Jahre war er Tourgitarrist bei Bonfire. Anschließend wurde er Sänger bei der Supergroup Casanova.
Voss sang auch auf zahlreichen weiteren Alben, unter anderem für Beggar’s Bride, Demon Drive und Wolfpakk (mit Mark Sweeney von Crystal Ball). Seit Ende der 1990er Jahre ist er außerdem als Musikproduzent tätig, insbesondere bei zahlreichen Projekten von Michael Schenker. Er ist außerdem der Sänger der Kindermetalband Heavysaurus.
2022 erschien die Unplugged-Cover-EP Family Ties mit seiner Frau Eva von der Forst und Stieftochter Van de Forst. Im gleichen Jahr produzierte er das Michael-Schenker-Album Universal. Am 22. Juli 2022 erschien das gemeinsame Album Rock Is Our Religion von ihm und Claus Lessmann, das Platz 72 der deutschen Albencharts erreichte.

## Diskografie

### Solo
- 1995: 24th of June (Split-Livealbum mit Jeff Scott Soto, Gary Schutt und Neal Grusky, Alive 'N Kissing)
- 2018: Remember Yesterday (Eigenproduktion)
- 2020: In Best Company (Eigenproduktion)

### Mit Beggar’s Bride
- 2006: Boulevard of Broken Hearts (MTM Music)
- 2008: Unwired Under Cover (A-Minor Records)
- 2009: Rockin’ the Pumpkin (A-Minor Records)
- 2010: On a Trip to L.A. (Point Records)
- 2012: From the Wardrobe of My Soul (A-Minor Records)

### Mit Beggar’s Jam
- 2013: One for the Road (A-Minor Records)
- 2013: First Set (A-Minor Records)

### Mit Casanova
- 1991: Casanova (WEA)
- 1991: Inbetween (Minialbum, WEA)
- 1992: One Night Stand (WEA)
- 1999: Heroes (Bareknuckle)
- 1999: Sway (Minialbum, Bareknuckle)
- 2004: All Beauty Must Die (Escape Music)

### Mit Demon Drive
- 1995: Burn Rubber (Long Island Records)
- 1995: Hot Rubber (EP; Long Island Records)
- 2000: Heroes (Nuclear Blast)
- 2001: Rock and Roll Star (Point Music)
- 2003: Four Play! (Escape Music)

### Mit Heavysaurus
- 2018: Rock ’n’ Rarr (Album, Europa Kinderwelt, Sony Music Entertainment)
- 2020: Retter der Welt (Album, Europa Kinderwelt, Sony Music Entertainment)

### Mit Mad Max
- 1984: Rollin' Thunder (Roadrunner Records)
- 1985: Stormchild (Roadrunner Records)
- 1987: Night of Passion (Roadrunner Records)
- 1987: Fox on the Run (Picture-Disc, Roadrunner Records)
- 1987: Hearts on Fire (Single, Roadrunner Records)
- 1999: Never Say Never (Point Music/AOR Heaven)
- 2001: Criminal Religion (Never Say Never mit Bonustracks, nur Japan, Mis)
- 2006: Night of White Rock (Point Music/AOR Heaven)
- 2006: In White (EP, Point Music/AOR Heaven)
- 2007: White Sands (Point Music/AOR Heaven)
- 2008: Here We Are (A-Minor Records)
- 2010: Welcome America (A-Minor Records)
- 2012: Another Night of Passion (Steamhammer/SPV)
- 2013: Interceptor (Steamhammer/SPV)
- 2015: Thunder, Storm & Passion (Best-of-Doppel-CD, Steamhammer/SPV)
- 2018: 35 (Steamhammer/SPV)
- 2020: Stormchild Rising (Steamhammer/SPV)

### Mit Phantom V
- 2016: Phantom V (Frontiers Music)
- 2017: Play II Win (Frontiers Music)

### Mit Wolfpakk
- 2011: Wolfpakk (AFM Records)
- 2013: Cry Wolf (AFM Records)
- 2015: Rise of the Animal (AFM Records)
- 2017: Wolves Reign (AFM Records)
- 2020: Nature Strikes Back (AFM Records)

### Weitere Projekte
- 2001: German Rock Stars – Wings of Freedom (Maxi-Single, Barfly Music)
- 2022: Family Ties – Family Ties (EP)

### Gastbeiträge
- 1987: Paradox – Product of Imagination (Backgroundgesang)
- 1988: Drifter – Reality Turns to Dust  (Backgroundgesang)
- 1990: Bonfire – Who’s Foolin’ Who (Maxi, Gitarre)
- 1990: The Lenny Mac Dowell Project – Lost Paradise (Gitarre)
- 1991: Axel Rudi Pell – Nasty Reputation (Choir)
- 1993: Bonfire – Live…the Best (Backgroundgesang)
- 2002: Crystal Ball – Virtual Empire (Backgroundgesang)
- 2002: Crystal Ball – Hellvetia (Backgroundgesang)
- 2002: Doro – Fight (Gitarre auf Legends Never Die)
- 2003: Silver – Intruder (Backgroundgesang, Gitarre)
- 2005: Crystal Ball – Time Walker (Backgroundgesang)
- 2005: Radioactive – Taken (Gastgesang auf Premonition)
- 2005: S.I.N. – Equilibrium (Gastgesang, Duett auf It’s Forever)
- 2005: Lee Z – Shadowland (Backgroundgesang)
- 2007: Gary John Barden – Rock ’n’ Roll My Soul (Schlagzeug, Keyboards, Gitarre, Backgroundgesang)
- 2013: Herman Rarebell & Friends – Acoustic Fever (Gesang auf Loving You Sunday Morning)
- 2013: King Kobra – II (Gitarre auf Take Me Back)
- 2014: Herman Rarebell & Friends – Herman’s Scorpions Songs  (Gesang auf Loving You Sunday Morning)
- 2015: Axel Rudi Pell: Magic Moments: 25th Anniversary Special Show (Gesang auf Smoke on the Water und Since You Been Gone)
- 2016: David Hanselmann – It’s Me (Gitarre, Gesang)
- 2016: C.T.P. – Now and Then (Gesang auf Dumped und Hard to Find)
- 2018: Blind Guardian – Battalions of Fear (Remastered Version, Gastgesang)
- 2018: Fred Mika – Withdrawal Symptoms (Gitarre auf Artwork Nightmare)
- 2018: Alen Brentini – Black Tears (Gitarre)

### Musikproduktion
- 2004: Silver – Addiction (Backgroundgesang, Gitarre)
- 2006: Vengeance – Back in the Ring (auch: Gitarre, Backgroundgesang und Keyboards)
- 2006: Biss – X-Tension
- 2007: Gary John Barden – Love & War (auch: diverse Instrumente, Songwriting und Backgroundgesang)
- 2007: Voices of Rock – MMVII (auch: Gitarre)
- 2009: Voices of Rock – High & Mighty (auch: Gitarre)
- 2009: MSG (Schenker Barden Acoustic Project): Gipsy Lady (Mastering, diverse Instrumente, Backgroundgesang)
- 2009: Cooper Inc. – Pulling the Trigger (auch: Keyboards, Backgroundgesang)
- 2010: Shining Line – Shining Line (Mastering)
- 2011: Wolfpakk – Wolfpakk (auch:Songwriting)
- 2011: Tadias! Komm mit nach Afrika (Pit Budde & Josephine Kronfli, Hörspiel, Toningenieur)
- 2012: C.T.P. – The Higher They Climb
- 2012: Jaded Heart – Common Destiny
- 2012: Vengeance – Crystal Eye (auch: Gitarre und Backgroundgesang)
- 2013: Michael Schenker’s Temple of Rock – Bridge the Gap
- 2015: Michael Schenker’s Temple of Rock – Spirit on a Mission
- 2017: Wer sagt denn hier noch Eskimo? (Karibuni mit Pit Budde & Josephine Kronfli, Hörspiel, Toningenieur)
- 2017: Radiation Romeos – Radiation Romeos
- 2017: The Boyscout – We Were Kings
- 2018: Michael Schenker Fest – Resurrection (auch: Backgroundgesang)
- 2019: Michael Schenker Fest – Revelation (auch: Gitarre und Backgroundgesang)
- 2021: Michael Schenker Group – Immortal (Toningenieur)
- 2021: Michael Schenker Group – Universal (zusammen mit Michael Schenker, auch: Backgroundgesang)